# Саратовская областная психиатрическая больница Святой Софии
Саратовская областная психиатрическая больница Святой Софии (известная также как «Алтынка») — крупнейшее медицинское учреждение психиатрического профиля города Саратова и Саратовской области.
Девять лечебных корпусов располагаются в старинных зданиях — памятнике культуры регионального значения, постройки 1904—1910 годов.
Клинический городок имеет общую площадь в 40 га и находится в живописном месте у подножия горы Алтынная (отсюда и народное название).

## История создания
Деньги на покупку участка земли и строительство пожертвовала княгиня Софья Щербатова в память о своей дочери, страдавшей психическим расстройством. В 1883 году знаменитый русский психиатр С. И. Штейнберг, под руководством которого начинал свой профессиональный рост С. С. Корсаков, прибыл в Саратов по приглашению местных властей для налаживания здесь психиатрической службы. Данный вопрос был актуален уже долгое время, поскольку много душевнобольных скиталось по улицам города, некоторые замерзали в зимние холода. При содействии земской управы на рубеже XIX—XX веков на Алтынной горе были построены корпуса больницы. Главврачом новой больницы был назначен сам Штейнберг. Он проявил себя не только как прекрасный специалист в области психиатрии, гуманно относящийся к пациентам, но и как деятельный, находчивый администратор. Он организовал систему водоснабжения (вода поступала из близлежащих родников), разбил вокруг сады и огороды, где больные могли работать в качестве трудотерапии, обеспечивая при этом часть потребности в продовольствии. Также благодаря его усилиям на территории Александровской (сейчас 2-я Городская) больницы было построено здание, где впоследствии разместилась кафедра психиатрии Саратовского университета. С. И. Штейнберг вышел в отставку в 1905 году, а умер в 1909, и был похоронен на территории СОПБ.
В последующее время наиболее крупными деятелями психиатрии в Саратове были М. П. Кутанин (1883—1976) и его ученик и преемник А. Л. Гамбург (1925—2002).

## Современная деятельность
Учреждение оказывает широкий спектр услуг: диагностика и лечение психических заболеваний, расстройств личности, неврозов, различных видов зависимости, проведение экспертиз и освидетельствований.
Кроме стационара больница имеет в своём распоряжении дневной стационар, лечебно-производственные мастерские, амбулаторное психиатрическое и наркологическое отделения. В плановом порядке обслуживается население Саратова, а также Александрово-Гайского, Воскресенского, Красноармейского, Краснокутского, Лысогорского, Новобурасского, Новоузенского, Ровенского, Татищевского районов Саратовской области и ЗАТО п. Светлый.
Два подразделения имеют отдельное территориальное расположение:
- Центр наркологии. Координаты: 51°36′06″ с. ш. 45°52′36″ в. д.HGЯO
- Лечебно-консультативный центр (приём ведётся на платной основе). Координаты: 51°31′35″ с. ш. 46°01′10″ в. д.HGЯO

## Стационарные отделения
1. Военной экспертизы;
2. Общепсихиатрическое (мужское);
3. Судебно-психиатрическое экспертное;
4. Детское;
5. Общепсихиатрическое (мужское);
6. Психотуберкулёзное;
7. Острых состояний и наркологии (смешанное, закрытое);
8. Неврозов (смешанное, открытое);

## Связь с православной церковью
В память о княгине Софье Щербатовой, с благословения епископа Лонгина, больнице присвоено имя Святой Софии. В 2002 году главный врач обратился с
прошением в Саратовскую епархию о начале строительства храма на территории СОПБ. Строительство было завершено в 2004 году, и сейчас приход совершает духовное окормление психиатрической больницы.
Больницу посещают с благотворительными целями также прихожане и служащие других церквей Саратова.